# Alpamare
Pour l’article ayant un titre homophone, voir Aquapark.
Alpamare est un parc aquatique situé dans la ville de Pfäffikon dans le canton de Schwytz, à 35 kilomètres de Zurich. Il a ouvert ses portes au public le 14 juin 1977. Environ 700 000 personnes visitent le parc chaque année.
Il a été racheté par le groupe espagnol Aspro-Ocio.

## Histoire
L'Alpamare a ouvert le 14 juin 1977 et est rapidement devenu le plus grand parc aquatique couvert d'Europe. En 1985, le fleuve Rio Mare (piscine avec courant) est mis en service. En 1986, les 400 mètres de l'Alpabob sont ouverts.
En 1991 et 1999, Alpamare figure dans le Guinness Book en tant que plus grand parc aquatique couvert du monde. En 1998 est ouvert thriller, en 1999 « Balla Balla » et en 2004 « Tornado ». De 2005 à 2007 a été entrepris la rénovation de l'ensemble du parc d'attraction puis viennent ensuite de nouveaux services à l'espace bien-être.
En 1999, l'Alpamare a été vendu par son ancien propriétaire au groupe espagnol Aspro Ocio. Le groupe Aspro possède 31 usines dans sept pays européens, le troisième possesseur de parcs d'attractions en Europe.

## Composition du parc
Le parc dispose d'une piscine à vagues, d'une piscine écologique, une piscine à courant et d'une dizaine de toboggans dont :
- Alpabob : glissades d'eau sauvages sur des pneus en caoutchouc
- Balla Balla : 111 mètres dans un tube noir, puis 150 mètres dehors
- Bob Splash : double tube dans les deux sens à travers les rapides
- Cobra : toboggan couvert sur le dos
- Cresta Canyon : partiellement couverts, promenade en bateau dans une bouée
- IceXpress : 158 mètres de long avec 11 virages avec une ambiance pôle Nord
- Mini Canyon : pour les petits, lent mais amusant
- Thriller : 130 mètres de long, sombre éclairage à fibres optiques
- Tornado : Après un tunnel en pente dans une bouée, arrivée dans une coupole dans laquelle on tourne trois ou quatre fois et puis reprend le tube